# Mecsa-mecsa iketeru!
Mecsa-mecsa iketeru! (めちゃ×2イケてるッ; Hepburn: Mecha-Mecha Iketeru!) népszerű japán televíziós varieté, melyet a Fuji TV sugárzott 1996. október 16-a és 2018. március 31-e között. A műsor házigazdája a Ninety-nine ovaraiduó (Okamura Takasi és Jabe Hirojuki). A sorozat Mecsa-ike (めちゃイケ; Hepburn: Mecha-Ike) néven is ismert.

## Főcímdal
| Előadó                | Dal                            | Időtartam                                            |
| --------------------- | ------------------------------ | ---------------------------------------------------- |
| Judy and Mary         | Blue Tears                     | 1996. október–1997. március                          |
| Judy and Mary         | Hello! Orange Sunshine         | 1997. április–szeptember                             |
| Super!? Tensions      | Anniversary                    | 1997. október–december                               |
| Jokohama Ginbae       | Running Dog                    | 1998. január–március                                 |
| Hicksville            | Konna hareta hi ni va          | 1998. április–szeptember                             |
| Hicksville            | Bye Bye Blues                  | 1998. október–1999. március                          |
| Propeller             | Mórecu                         | 1999. április–november                               |
| Whiteberry            | Yuki                           | 1999. december–2000. március                         |
| Whiteberry            | Taijó vo buttobasze            | 2000. április–szeptember                             |
| Whiteberry            | Cúgaku-dzsi                    | 2000. október–2001. március 2001. július–2002. május |
| tef tef               | Hikóki                         | 2002. május–november                                 |
| Joriko                | Plume Radio                    | 2002. november–2003. március                         |
| day after tomorrow    | naturally                      | 2003. április–december                               |
| Ócuka Ai              | Szakuranbo                     | 2004. január–december                                |
| Chiyo                 | Alice micsi                    | 2005. január–december                                |
| Acu                   | Emi gakkó                      | 2006. január 7–2007. január 6.                       |
| Yum!Yum!Orange        | Precious Days                  | 2007. január 13–2008. január 26.                     |
| Cherry Lyder          | Kirin no kubi jori nagaku naru | 2008. február 2–2009. január 24.                     |
| Scandal               | Sakura Goodbye                 | 2009. január 31–2010. január 23.                     |
| Cheese Cake (Moshimo) | Puzzle                         | 2010. január 30–2011. január 29.                     |
| Dzsúshofutei musoku   | 1.2.3!                         | 2011. február 5–2012. január 14.                     |
| Negicco               | Attótekina Style               | 2012. január 21–2013. január 5.                      |
| Sundays               | Big ni naritai                 | 2013. január 26–2013. január 14.                     |
| Babyraids             | Koi va Panic                   | 2014. január 4–2014. december 6.                     |
| Angerme               | Taikibanszei                   | 2015. január 10– 2015. december 5.                   |
| Nacu no mamono        | Tokió mósó Forever Young       | 2016. január 9–2016. december 10.                    |
| Juzu                  | Tatta                          | 2017. január 7–napjainkig                            |
| Ozaki Jutaka          | 15 no joru                     | Szabálytalan időközönként                            |

## A műsort közvetítő televízióadók
| Terület                       | Adó                                  | Hálózat                                                  | Sugárzás időpontja   | Időeltolás         |
| ----------------------------- | ------------------------------------ | -------------------------------------------------------- | -------------------- | ------------------ |
| Kantó                         | Fuji TV (CX) gyártó                  | Fuji Network                                             | Szombat 19:57–20:54  | nincs              |
| Hokkaidó                      | Hokkaido Cultural Broadcasting (UHB) | Fuji Network                                             | Szombat 19:57–20:54  | nincs              |
| Ivate prefektúra              | Iwate Menkoi Television (MIT)        | Fuji Network                                             | Szombat 19:57–20:54  | nincs              |
| Mijagi prefektúra             | Sendai Broadcasting (OX)             | Fuji Network                                             | Szombat 19:57–20:54  | nincs              |
| Akita prefektúra              | Akita TV (AKT)                       | Fuji Network                                             | Szombat 19:57–20:54  | nincs              |
| Jamagata prefektúra           | Sakuranbo TV (SAY)                   | Fuji Network                                             | Szombat 19:57–20:54  | nincs              |
| Fukusima prefektúra           | Fukushima TV (FTV)                   | Fuji Network                                             | Szombat 19:57–20:54  | nincs              |
| Niigata prefektúra            | Niigata Sogo Television (NST)        | Fuji Network                                             | Szombat 19:57–20:54  | nincs              |
| Nagano prefektúra             | Nagano Broadcasting Systems (NBS)    | Fuji Network                                             | Szombat 19:57–20:54  | nincs              |
| Sizuoka prefektúra            | TV Shizuoka (SUT)                    | Fuji Network                                             | Szombat 19:57–20:54  | nincs              |
| Tojama prefektúra             | Toyama TV (BBT)                      | Fuji Network                                             | Szombat 19:57–20:54  | nincs              |
| Isikava prefektúra            | Ishikawa TV (ITC)                    | Fuji Network                                             | Szombat 19:57–20:54  | nincs              |
| Fukui prefektúra              | Fukui TV (FTB)                       | Fuji Network                                             | Szombat 19:57–20:54  | nincs              |
| Csúkjó                        | Tokai TV (THK)                       | Fuji Network                                             | Szombat 19:57–20:54  | nincs              |
| Kinki                         | Kansai TV (KTV)                      | Fuji Network                                             | Szombat 19:57–20:54  | nincs              |
| Simane- és Tottori prefektúra | San-in Chuo TV (TSK)                 | Fuji Network                                             | Szombat 19:57–20:54  | nincs              |
| Okajama- és Kagava prefektúra | Okayama Broadcasting (OHK)           | Fuji Network                                             | Szombat 19:57–20:54  | nincs              |
| Hirosima prefektúra           | TV Shin Hiroshima (TSS)              | Fuji Network                                             | Szombat 19:57–20:54  | nincs              |
| Ehime prefektúra              | TV Ehime (EBC)                       | Fuji Network                                             | Szombat 19:57–20:54  | nincs              |
| Kócsi prefektúra              | Kochi Sun Sun Broadcasting (KSS)     | Fuji Network                                             | Szombat 19:57–20:54  | nincs              |
| Fukuoka prefektúra            | Television Nishinippon (TNC)         | Fuji Network                                             | Szombat 19:57–20:54  | nincs              |
| Szaga prefektúra              | Saga TV (STS)                        | Fuji Network                                             | Szombat 19:57–20:54  | nincs              |
| Nagaszaki prefektúra          | TV Nagasaki (KTN)                    | Fuji Network                                             | Szombat 19:57–20:54  | nincs              |
| Kumamoto prefektúra           | TV Kumamoto (TKU)                    | Fuji Network                                             | Szombat 19:57–20:54  | nincs              |
| Mijazaki prefektúra           | TV Miyazaki (UMK)                    | Fuji Network Nippon News Network All-nippon News Network | Szombat 19:57–20:54  | nincs              |
| Kagosima prefektúra           | Kagoshima TV (KTS)                   | Fuji Network                                             | Szombat 19:57–20:54  | nincs              |
| Okinava prefektúra            | Okinawa TV (OTV)                     | Fuji Network                                             | Szombat 19:57–20:54  | nincs              |
| Óita prefektúra               | TV Oita (TOS)                        | Fuji Network Nippon News Network                         | Vasárnap 13:00–14:00 | 8 nap              |
| Aomori prefektúra             | Aomori Broadcasting (RAB)            | Nippon News Network                                      | Kedd 24:53–25:50     | 10 nap             |
| Jamanasi prefektúra           | Yamanashi Broadcasting System (YBS)  | Nippon News Network                                      | Szombat 16:00–17:00  | 15 nap             |
| Jamagucsi prefektúra          | TV Yamaguchi (tys)                   | Japan News Network                                       | Péntek 24:15–25:22   | Körülbelül 1 hónap |

### A műsoridő változása
| Időszak       | Időszak          | Adásidő                        |
| ------------- | ---------------- | ------------------------------ |
| 1996. október | 1998. szeptember | Szombat, 20:00–20:54 (54 perc) |
| 1998. október | 2001. március    | Szombat, 19:53–20:54 (61 perc) |
| 2001. április | 2018. március    | Szombat, 19:57–20:54 (57 perc) |